# Juno Awards 2024
Die Juno Awards 2024 wurden am 24. März 2024 im Scotiabank Centre, Halifax, Nova Scotia verliehen. Die Moderation übernahm die Sängerin Nelly Furtado.
Die Auszeichnungen werden von der Canadian Academy of Recording Arts and Sciences (CARAS) vergeben. Gewürdigt werden die Leistungen einheimischer Musiker und die Erfolge ausländischer Musiker in Kanada im vorherigen Jahr.
Mehrere Künstler gewannen in diesem Jahr zwei Preise. Mit sechs Nominierungen führte Charlotte Cardin die Nominierungsliste an, gefolgt von Talk und Daniel Caesar mit fünf.

## Hintergrund
Die Nominierungen wurden am 6. Februar 2024 verkündet. Am 24. März wurden die Hauptpreise verliehen.
Die Hauptverleihung wurde von CBC Television übertragen und von CBC Gem gestreamt.

## Liveauftritte
| Künstler                                                                                             | Lieder |
| --- | --- |
| Nelly Furtado                                                                                        | Say It Right Maneater Promiscous Eat Your Man Give It to Me I’m Like a Bird                                                                             |
| Karan Aujla Ikky                                                                                     | Admirin’ You Softly |
| Jeremy Dutcher Elisapie Morgan Toney                                                                 | Honor Song Skicinuwihkuk Uummati Attanarsimat |
| Talk                                                                                                 | Run Away to Mars A Little Bot Happy |
| Charlotte Cardin                                                                                     | Confetti |
| Alexandra Stréliski Allison Russell Aysanabee Julian Taylor Logan Staats Shawnee Kish William Prince | In memoriam of Karl Tremblay, Gordon Lightfoot and Robbie Robertson Les Étoiles filantes If You Could Read My Mind The Weight                           |
| Josh Ross                                                                                            | Trouble Single Again |
| Maestro Fresh Was                                                                                    | Canadian Music Hall of Fame performance presented by TD Beethoven's Fifth Underestimated Stick to Your Vision Conducting Thangs Let Your Backbone Slide |
| The Beaches                                                                                          | Blame Brett |

## Gewinner und Nominierte

### Personen
| Artist of the Year/Artiste de l’année | Group of the Year/Groupe de l’année |
| --- | --- |
| Tate McRae - Charlotte Cardin - Daniel Caesar - Lauren Spencer-Smith - Shania Twain | The Beaches - Arkells - Loud Luxury - Nickelback - Walk Off the Earth |
| Breakthrough Artist of the Year/Révélation de l’année (artiste) | Breakthrough Group of the Year/Révélation de l’année (groupe) |
| Talk - Karan Aujla - Connor Price - Lu Kala - Shubh | New West - Busty and the Bass - Crash Adams - Good Kid - Men I Trust |
| Fan Choice/Choix du public | Songwriter of the Year/Auteur-compositeur de l’année |
| Karan Aujla - Charlotte Cardin - Daniel Caesar - DVBBS - Josh Ross - Shubh - Tate McRae - ThxSoMch - Walk Off the Earth - The Weeknd | Aysanabee – Alone, Here and Now, Somebody Else - Charlotte Cardin, Jason Brando, Lubalin – Confetti, Daddy’s a Psycho, Jim Carrey - Nicholas Durocher, Connor Riddell – Afraid of the Dark, A Little Bit Happy, Wasteland - William Prince – Broken Heart of Mine, Easier and Harder, When You miss Someone - Allison Russell – Eve Was Black, Stay Right here, The Returner |
| Producer of the Year/Réalisateur de l’année | Recording Engineer of the Year/Ingénieur du son de l’année |
| Shawn Everett – Used to Be Young (Miley Cyrus), What Now (Brittany Howard) - Jason Brando, Lubalin, Mathieu Sénéchal, Sam Avant – Confetti, Jim Carrey (Charlotte Cardin) - Hill Kourkoutis – Ego Death (Aysanabee), Whiskey Bar (Tafari Anthony) - Joel Stouffer – Breaking Up with Jesus, Whitney (Rêve) - Wondagurl – Circus Maximus, Hyaena (Travis Scott) | Shawn Everett – Used to Be Young (Miley Cyrus), What Now (Brittany Howard) - Serban Ghenea – Anti-Hero (Taylor Swift), Paint the Town Red (Doja Cat) - Matty Green – because of you (Chris LaRocca), Midnight Dreams (Ellie Goulding) - George Seara – Everything Belongs, The Promise Is the Same (Cory Asbury) - Denis Tougas – Dawgcatcher, Special (Amanda Marshall)     |

### Alben
| Album of the Year/Album de l’année | International Album of the Year/Album international de l’année |
| --- | --- |
| Charlotte Cardin – 99 Nights - Daniel Caesar – Never Enough - Lauren Spencer-Smith – Mirror - Alexandra Stréliski – Néo-Romance - Talk – Lord of the Flies & Birds & Bees | SZA – SOS - Luke Combs – Gettin’ Old - Metro Boomin – Heroes & Villains - Taylor Swift – 1989 (Taylor's Version) - Morgan Wallen – One Thing at a Time |
| Country Album of the Year/Album country de l’année | Adult Alternative Album of the Year/Album adulte alternatif de l’anné |
| James Barker Band – Ahead of Our Time - Dean Brody – Right Round Here - Jade Eagleson – Do It Anyway - Brett Kissel – The Compass Project – South Album - Tyler Joe Miller – Spillin’ My Truth | Feist – Multitudes - Begonia – Powder Blue - Jeremy Dutcher – Motewolonuok - Hayden – Are We Good - Shawnee Kish – Revolution |
| Alternative Album of the Year/Album alternatif de l’anné | Pop Album of the Year/Album pop de l’année |
| Aysanabee – Here and Now - Dizzy – Dizzy - Leith Ross – To Learn - Softcult – See You in the Dark - Talk – Lord of the Flies & Birds & Bees | Charlotte Cardin – 99 Nights - Rêve – Saturn Return - Lauren Spencer-Smith – Mirror - Shania Twain – Queen of Me - Valley – Lost in Translation |
| Rock Album of the Year/Album rock de l’année | Vocal Jazz Album of the Year/Album de jazz vocal de l’année |
| The Beaches – Blame My Ex - The Blue Stones – Pretty Monster - Crown Lands – Fearless - The Glorious Sons – Glory - Metric – Formentera II | Dominique Fils-Aimé – Day Moon - Denielle Bassels – Little Bit a’ Love - Laila Biali – Your Requests - Alex Bird & Ewen Farncombe – Songwriter - Caity Gyorgy & Mark Limacher – You’re Alike, You Two                                                                                            |
| Jazz Album of the Year (Solo)/Album jazz de l’année (solo) | Jazz Album of the Year (Group)/Album jazz de l’année (groupe) |
| Christine Jensen – Daily Motion - Gentiane MG – Walls Made of Glass - Jocelyn Gould – Sonic Bouquet - Noam Lemish – Twelve - Russ Macklem – The South Detroit Connection | Hilario Durán and His Latin Jazz Big Band – Cry Me a River - Alison Au with the Migrations Ensemble – Migrations - Canadian Jazz Collective – Septology: The Black Forest Session - Mike Murley & Mark Eisenman Quartet – Recent History - Nick Maclean Quartet feat. Brownman Ali – Convergence |
| Instrumental Album of the Year/Album instrumental de l’année | Album francophone de l’année |
| Colin Stetson – When we were that what wept for the sea - Meredith Bates – Tesseract - Markus Floats – Fourth Album - Haralabos (Harry) Stafylakis – Calibrating Fusion - Alexandra Stréliski – Néo-Romance | Les Cowboys Fringants with the Montreal Symphony Orchestra – En concert avec l’Orchestre symphonique de Montréal (sous la direction du chef Simon Leclerc) - FouKi – Zayon - Karkwa – Dans la seconde - Salebarbes – À boire deboutte - Souldia – Non conventionnel                              |
| Children’s Album of the Year/Album jeunesse de l’année | Classical Album of the Year (Solo Artist)/Album classique de l’année (solo) |
| The Swinging Belles – Welcome to the Flea Circus - ABC Singsong – Big Words - Ginalina – Going Back: Remembered and Remixed Family Folk Songs, Vol. 1 - Splash’N Boots – Lovea-By - Young Maestro – Maestro Fresh Wes Presents: Young Maestro Stick to Your Vision for Young Athletes | James Ehnes – Nielsen: Violin Concerto, Symphony No. - Barbara Hannigan – Infinite Voyage - Matt Haimovitz – De Hartmann: Cello Concerto - Marc-André Hamelin – Fauré: PNocturnes & Barcarolles - Suzie LeBlanc – mouvance                                                                       |
| Classical Album of the Year (Large Ensemble)/Album classique de l’année (grand ensemble) | Classical Album of the Year (Small Ensemble)/Album classique de l’année (petit ensemble) |
| Orchestre classique de Montréal conducted by Jacques Lacombe – Maxime Goulet: Symphonie de la tempête de verglas - Cryptid Ensemble conducted by Brian Current – Bekah Simms: Bestiaries - Montreal Symphony Orchestra conducted by Rafael Payare – Mahler: Symphony No. 5 - Orchestre Métropolitain conducted by Yannick Nézet-Séguin – Sibelius 3 & 4 - The Philadelphia Orchestra conducted by Yannick Nézet-Séguin – Rachmaninoff: Symphonies Nos. 2 & 3; Isle of the Dead | Constantinople – Il Ponte di Leonardo - Andrew Armstrong & James Ehnes – Mythes - Les Barocudas – Basta parlare! - Cheng² Duo – Portrait - Angèle Dubeau & La Pietà Analekta – Portrait: Alex Baranowski                                                                                         |
| Contemporary Indigenous Artist or Group of the Year/Artiste ou groupe autochtone contemporain de l’année | Traditional Indigenous Artist of the Year/Artiste ou groupe autochtone traditional de l’année |
| Elisapie – Inuktitut - Aysanabee – Here and Now - Blue Moon Marquee – Scream, Holler & Howl - Shawnee Kish – Revolution - Zoon – Bekka Ma’iingan | Joel Wood – Sing. Pray. Love. - The Bearhead Sisters – Mitòòdebi (For My Relatives) - Nimkii and the Niniis – LFS5 - The Red River Ramblers – Reverie - Young Scouts – Drum Nation |
| Rap Album/EP of the Year / Album/maxi rap de l’année | Contemporary Roots Album of the Year/Album roots contemporain de l’année |
| Tobi – Panic - bbno$ – bag or die - Haviah Mighty – Crying Crystals - Kaytraminé – Kaytraminé - Connor Price – Spin the Globe | William Prince – Stand in the Joy - The Good Lovelies – We Weill Never Be the Same - Allison Russel – The Returner - Logan Staats – A Light in the Attic - Julian Taylor – Beyond the Reservoir                                                                                                  |
| Traditional Roots Album of the Year/Album roots traditionnel de l’année | Blues Album of the Year/Album de blues de l’année |
| David Francey – The Breath Between - Jackson Hollow – Roses - James Keelaghan – Second Hand - Benjamin Dakota Rogers – Paint Horse - Morgan Toney – Resilence | Blue Moon Marquee – Scream, Holler & Howl - Matt Andersen – The Big Bottle of Joy - Blackburn Brothers – Soulfunkn’blues - Michael Jerome Browne – Gettin’ Together - Brandon Isaak – One Step Closer                                                                                            |
| Contemporary Christian/Gospel Album of the Year / Album chrétien/gospel contemporain de l’année | Global Music Album of the Year/Album de musique globale de l’année |
| K-Anthony – Arrow - Stirling Love – Where I’m Meant to Be - Joshua Leventhal – All Ye Lepers - Brooke Nicholls – Glory to God - Tuzee – Alive | Okan – Okantomi - Bel and Quinn – Donte sann yo - Kizaba – Kizavibe - Moonshine – SMS for Location Vol. 5 - Waahli – Soap Box |
| Electronic Album of the Year/Album électronique de l’année | Metal/Hard Music Album of the Year/Album de musique métal/hard de l’année |
| Bambii – Infinity Club - Rich Aucoin – Synthetic Season 2 - Harrison – Birds, Bees, the Clouds and the Trees - Tim Hecker – No Highs - Kid Koala – Creatures of the Late Afternoon | Cryptopsy – As Gomorrah Burns - Danko Jones – Electric Sounds - Kataklysm – Goliath - KEN Mode – Void - Voivod – Morgöth Tales |
| Adult Contemporary Album of the Year/Album adulte contemporain de l’année | Comedy Album of the Year/Album d’humour de l’année |
| Amanda Marshall – Heavy Lifting - Banners – I Wish I Was Flawless, I’m Not - Luca Fogale – Run Where the Light Calls - Steph La Rochelle – Wildflower - Josh Sahunta – To Be Loved Vol. 1 | Kyle Brownrigg – A Lylebility - Graham Clark – Never Was - Laurie Elliott – Sexiest Fish in the Lake - Mae Martin – SAP - Derek Seguin – Life of Leisure |

### Lieder und Aufnahmen
| Single of the Year/Single de l’année | Classical Composition of the Year |
| --- | --- |
| Tate McRae – Greedy - Charlotte Cardin – Confetti - Daniel Caesar – Always - Lu Kala – Pretty Girl Era - Talk – A Little Bit Happy | Nicole Lizée – Don't Throw Your Head in Your Hands - Amy Brandon – Simulacra - Iman Habibi – Shāhīn-nāmeh, for Voice and Orchestra - Emilie Cecilia LeBel – …and the Higher Leaves of the Trees Seemed to Shimmer in the Last of the Sunlight’s Lingering Touch of Them… - Dinuk Wijeratne – Portrait of an Imaginary Sibling |
| Dance Recording of the Year/Enregistrement dance de l’année | Contemporary R&B Recording of the Year/Enregistrement R&B contemporain de l’année |
| Felix Cartal and Karen Harding – Need Your Love - Dom Dolla and Nelly Furtado – Eat Your Man - DVBBS, Jeremih and Sk8 – Crew Thang - Loud Luxury and DVBBS feat. Kane Brown – Next to You - Frank Walker feat. Ella Henderson – I Go Dancing | Daniel Caesar – Never Enough - Nonso Amadi – When It Blooms - Aqyila – For the Better - Shay Lia – Facets - Jon Vinyl – Heartbreak Hill |
| Reggae Recording of the Year | Traditional R&B/Soul Recording of the Year |
| Kirk Diamond feat. Finn – Dread - Ammoye – Stir This Thing - Jah'Mila – Roots Girl - Exco Levi – Feel Like Home - Omega Mighty feat. 4Korners and Haviah Mighty – Rush Dem                                                                   | Aqyila – Hello - Jhyve – Unbreakable - Luna Elle – 9 to 5 - Katie Tupper – Where to Find Me - RealestK – Real World |
| Rap Single of the Year/Single rap de l’année | Underground Dance Single of the Year/Single dance underground de l’année |
| TOBi – Someone I Knew - Belly – American Nightmare - Haviah Mighty – Honey Bun - Pressa – Minimum Wage - Connor Price feat. Bens – Spinnin’                                                                                                  | Blond:ish – Call My Name - DJ Karaba – Mad Mess - LostBoyJay – Could Be Wrong - Peach – Eclipse - Smalltown DJs – Concorde Groove |

### Weitere
| Album Artwork of the Year/Graphisme d’album de l’anné | Music Video of the Year/Vidéoclip de l’anné |
| --- | --- |
| Nicolas Lemieux, Mykaël Nelson, Albert Zablit – Montreal Symphony Orchestra, Riopelle symphonique - Carolyne De Bellefeuille, Jessica Ledoux, Mali Savaria-Ille, Veronique Lafortune, Leeor Wild – Elisapie, Inuktitut - Heather Goodchild, Colby Richardson, Colin Fletcher, Sara Melvin – Feist, Multitudes - Kit King, Vanessa Heins – City and Colour, The Love Still Held Me Near - Quinton Nyce, Brodie Metcalfe, Davis Graham, Kaylee Smoke – Snotty Nose Rez Kids, I’M GOOD, HBU? | Ethan Tobman – Allison Russell, Demons - Andrew De Zen – Alaskan Tapes, Of Woods and Seas - Jordan Clarke – des hume feat. juicelover, onetwostep - Sterling Larose – Snotty Nose Rez Kids, DAMN RIGHT - Sterling Larose and Zachary Vague – young friend, feral canadian scaredy cat |
| MusiCounts Teacher of the Year | |
| Stephen Richardson – École St. Joseph, Yellowknife, NT - Zeda Ali – Sunnyview Middle School, Brampton, ON - Robert Bailey – École Charlie Killam School, Camrose, AB - Élisabeth Bouchard-Bernier – École Des Explorateurs, Malartic, QC - Sarah Comerford – Macdonald Drive Junior High, St. John's, N | |

## Special Awards

### Canadian Music Hall of Fame
- Maestro Fresh Was

### Juno Humanitarian Award
- Tegan and Sara